# Người đi xây hồ Kẻ Gỗ
"Người đi xây hồ Kẻ Gỗ" là một bài hát được sáng tác bởi nhạc sĩ Nguyễn Văn Tý theo điệu Valse. Ca khúc ra đời năm 1976, được ca sĩ Thu Hiền và Kiều Hưng trình bày lần đầu tiên qua Đài Tiếng nói Việt Nam.
Đây là một trong những ca khúc kinh điển của dòng nhạc cách mạng (nhạc đỏ) Việt Nam.

## Hoàn cảnh ra đời
Nhạc sĩ Nguyễn Văn Tý nổi tiếng với nhiều ca khúc như: Dư âm (1949), Một khúc tâm tình của người Hà Tĩnh (1974), Mẹ yêu con, Người đi xây hồ Kẻ Gỗ (1976), Tấm áo chiến sĩ mẹ vá năm xưa (1973), Dáng đứng Bến Tre (1980), Cô đi nuôi dạy trẻ (1980).
Người đi xây hồ Kẻ Gỗ được sáng tác năm 1976, khi cả nước đang bước vào công cuộc xây dựng lại đất nước sau ngày thống nhất. Ca khúc được hình thành khi Nhạc sĩ Nguyễn Văn Tý đi thực tế tại hồ Kẻ Gỗ thuộc địa phận tỉnh Hà Tĩnh. Nhạc sĩ Nguyễn Văn Tý đã sáng tác bài hát Người đi xây hồ Kẻ Gỗ để nói về quá trình xây hồ, ca ngợi về những người thủy lợi xây dựng hồ Kẻ Gỗ và vẻ đẹp thơ mộng của hồ.

## Ca sĩ thể hiện
Ca khúc Người đi xây hồ Kẻ Gỗ mang đậm âm hưởng dân ca ví giặm Nghệ Tĩnh, với ca từ nhẹ nhàng gợi lên những tình cảm sâu lắng thiết tha. Được viết cho kiểu song ca nam nữ và là một trong những ca khúc kinh điển của thanh nhạc cách mạng Việt Nam nên đã có khá nhiều cặp song ca thể hiện. Điển hình như Thu Hiền và Kiều Hưng; Thu Hiền và Trung Đức; Thanh Hoa và Trọng Tấn; Đăng Thuật và Thu Huyền; Anh Thơ và Việt Hoàn; Phạm Phương Thảo và Duy Thường.

## Trích lời bài hát
...Nghệ Tĩnh mình ơi! Sông Lam rọi núi Hồng
Bạn về theo bạn đào núi ngăn sông
Đất trời như vẫn vang vang lời trống giục
Mặt hồ lay động nên sóng mênh mông
Từng đàn cá lội cây lúa thêm nặng bông...

## Trong văn hóa đại chúng
Ca khúc này từng được chế lời thành "Việt Nam chiến thắng corona" vào ngày 2 tháng 4, 2020.